# Stowe (Vermont)
Stowe es un pueblo ubicado en el condado de Lamoille en el estado estadounidense de Vermont. En el año 2010 tenía una población de 4.314 habitantes y una densidad poblacional de 22,9 personas por km².

## Geografía
Stowe se encuentra ubicado en las coordenadas 44°28′31″N 72°42′8″O / 44.47528, -72.70222.

## Demografía
Según la Oficina del Censo en 2000 los ingresos medios por hogar en la localidad eran de $52,378 y los ingresos medios por familia eran $64,700. Los hombres tenían unos ingresos medios de $37,788 frente a los $31,689 para las mujeres. La renta per cápita para la localidad era de $35,474. Alrededor del 6.8% de la población estaba por debajo del umbral de pobreza.